# 外籍人士 (影集)
《外籍人士》（英語：Expats）是一部劇情類型的美國網絡電視劇集，改編自李倫京的小說《外籍人士》（The Expatriates），2024年1月26日於亞馬遜影片首播。《外籍人士》講述緊密相連的外籍之人社區的生活：財富會廣為人知，友誼是熱情又短暫的，私人生活、死亡甚至婚姻都被公諸於眾，不脛而走。

## 劇情
該劇以香港為背景，講述了瑪格麗特最小的兒子在一次夜市冒險中突然失蹤的故事。三位美國女性的交集、她們的秘密戀情、愛情糾葛和欺騙，在2014年香港社會運動（雨傘運動）的背景下展開。瑪格麗特努力應對壓倒性的罪責感和悲涼感，而她的伴侶希拉蕊則努力應對婚姻破裂的錯綜複雜的問題。與此同時，偶然結識的哥倫比亞大學畢業生梅西陷入了一系列自我毀滅的選擇。

## 演員

### 主演
- 妮歌·潔曼 飾演 Margaret Woo
- 莎拉優·拉奧 飾演 Hilary Starr
- 柳智英（英语：Ji-young Yoo） 飾演 Mercy Cho
- 布萊恩·泰 飾演 Clarke Woo
- Tiana Gowen 飾演 Daisy Woo
- Bodhi del Rosario 飾演 Philip Woo
- 魯比·魯伊斯（Ruby Ruiz） 飾演 Essie
- Amelyn Pardenilla 飾演 Puri
- 傑克·休斯頓 飾演 David Starr
- 岑樂怡 飾演 Charly

### 客串
- 陳慧珊 飾演 Olivia Chu
- 柯煒林 飾演 Tony
- 王君馨 飾演 Priscilla
- 姜麗文 飾演 Philena Song
- 陳啟泰 飾演 Max
- 李琳琳 飾演 Wen Ng

## 製作

### 開發
2017年2月7日，報道稱妮可·基嫚的花開影業取得了李倫京的小說《外籍人士》的影視改編權。愛麗絲·貝爾擔當影視編劇，執行製作人為妮可·基嫚、皮爾·薩利和泰瑞莎·帕克，製作公司包括花開影業和POW!製作公司。2018年7月28日，亞馬遜影片宣佈預訂該電視劇。2019年1月11日，梅蘭妮·馬尼克和愛麗絲·貝爾擔當聯合節目統籌兼執行製片人。2019年12月12日，亞馬遜增加王子逸為執行製片人，她同時擔當編劇，並執導其中數集。

### 選角
隨著電視劇確認將開發製作，有報道稱妮可·基嫚可能領銜出演該劇。2020年6月，報道稱妮可·基嫚僅擔當執行製片人，不再出演劇集。2021年5月，柳智英（Ji-young Yoo）確定參演影集。2021年6月，傑克·休斯頓和莎拉尤·拉奧參演影集。

### 拍攝
亞馬遜計劃在香港製作兩部關於外籍人士的影集，其中包括《外籍人士》，另一部是由娜歐絲·多蘭的處女作小說《激動時刻》（Exciting Times）改編的同名影集。2021年8月12日，製片人妮可·基嫚搭乘私人飛機從澳洲雪梨飛抵香港，以及於山頂和西環等地開始拍攝工作。
影集在香港的拍攝作業計劃持續至10月底。可是有妮歌因與導演王子逸出現意見分歧，以及因為不習慣香港急速、擠迫的拍攝手法，要求暫停拍攝並申請放假兩個月休息。

## 爭議

### 豁免檢疫風波
因應2019冠狀病毒病香港疫情，根據香港政府規定，入境者必須入住檢疫旅館7天進行隔離，但妮可·基嫚被獲豁免檢疫，並分別在14及15日被媒體直擊外出購物，以及於山頂和西環等地開始拍攝工作。她的住所也非檢疫旅館，而是月租65萬港幣（8.3萬美元）位於山頂道的豪宅。香港政府給予妮可·基嫚入境後的隔離豁免權，引發民眾不滿。香港商務及經濟發展局回應稱，妮可·基嫚獲香港政府豁免檢疫，被批准到香港進行與她專業工作相關的活動，她必須已接種疫苗、指定居所、定期檢測，在抵港2週內進行3次病毒篩檢，並提供工作相關行程，但民眾仍擔憂香港可能陷入Delta變種病毒危機。

### 未在香港上架
亞馬遜決定在香港製作兩部關於外籍人士的影集，另一部是《激動時刻》，因為香港政府實施的《香港國家安全法》導致香港政治局勢迅速惡化，亞馬遜這一決定被批評為對香港及中共問題漠不關心。原作者李倫京是韓國移民的女兒，15歲時隨家人離開香港前往美國，在香港的經歷不多，該劇被《南華早報》稱為「充耳不聞」且脫離現實。
亞馬遜標識本劇在「全球」播映，而本劇開播前2集後，未在香港上架，香港觀衆不能觀看，原因与剧中涉及雨伞革命的内容有关。

## 發行
《外籍人士》2024年1月26日於亞馬遜影片首播。

## 資料來源
1. 1 2 3  Andreeva, Nellie; Petski, Denise. . Deadline Hollywood. 2018-07-28  [2018-12-10]. （原始内容存档于2018-07-28） （美国英语）.
2. ↑  . Movies Insight Hindi. 2024-02-09  [2024-02-09]. （原始内容存档于2024-01-31）.
3. 1 2  Andreeva, Nellie. . Deadline Hollywood. 2017-02-08  [2018-12-10]. （原始内容存档于2020-11-11） （美国英语）.
4. ↑  Andreeva, Nellie. . Deadline Hollywood. 2019-01-11  [2019-06-26]. （原始内容存档于2020-10-30） （美国英语）.
5. ↑  Jarvey, Natalie. . The Hollywood Reporter. 2019-12-12  [2019-12-12]. （原始内容存档于2019-12-13） （美国英语）.
6. ↑  Lattanzio, Ryan. . IndieWire. 2020-05-16  [2020-06-08]. （原始内容存档于2020-11-11） （美国英语）.
7. ↑  Otterson, Joe. . Variety. 2021-05-25  [2021-05-27]. （原始内容存档于2021-05-31） （美国英语）.
8. ↑  Andreeva, Nellie. . Deadline Hollywood. 2021-06-17  [2021-06-18]. （原始内容存档于2021-06-28） （美国英语）.
9. ↑  Otterson, Joe. . Variety. 2021-06-24  [2021-06-24]. （原始内容存档于2021-07-03） （美国英语）.
10. ↑  Kwan, Rhoda. . HKFP. 2021-08-19  [2021-08-20]. （原始内容存档于2021-08-20） （英语）.
11. 1 2  . The Straits Times. 2021-08-19  [2021-08-20]. （原始内容存档于2021-08-19） （英语）.
12. 1 2  . 鏡週刊. 2021-08-19  [2021-08-20]. （原始内容存档于2021-08-20） （中文）.
13. ↑  張國基. . 香港01. 2021-11-11  [2021-12-03]. （原始内容存档于2022-02-13） （中文（香港））.
14. 1 2  . 世界新聞網. 2021-08-19  [2021-08-20]. （原始内容存档于2021-08-20） （中文）.
15. ↑  . 蘋果新聞網. 2021-08-19  [2021-08-20]. （原始内容存档于2021-08-20） （中文）.
16. ↑  Kwan, Rhoda. . Hong Kong Free Press. 2021-08-19  [2021-08-20]. （原始内容存档于2021-08-20）.
17. ↑  Frater, Patrick; Davis, Rebecca. . Variety. 2021-08-19  [2021-09-10]. （原始内容存档于2021-09-10）.
18. ↑  Presse, AFP-Agence France. . www.barrons.com.   [2024-01-27]. （原始内容存档于2024-05-15） （美国英语）.
19. ↑  . today.rtl.lu.   [2024-01-27]. （原始内容存档于2024-02-06） （英语）.
20. ↑  Bagshaw, Eryk. . The Sydney Morning Herald. 2024-01-26  [2024-01-27]. （原始内容存档于2024-01-28） （英语）.
21. ↑  Welle (www.dw.com), Deutsche. . DW.COM.   [2024-01-30]. （原始内容存档于2024-02-13） （中文（中国大陆））.

## 外部連結
- 互联网电影数据库（IMDb）上《外籍人士》的资料（英文）